# 春風亭昇輔
春風亭 昇輔（しゅんぷうてい しょうすけ）は、落語家の名跡。
- 春風亭昇輔 - 現∶瀧川鯉朝
- 春風亭昇輔 - 本項にて詳述

春風亭 昇輔（しゅんぷうてい しょうすけ、1992年2月6日 - ）は、落語家。落語芸術協会所属。本名∶谷口 直。

## 来歴
埼玉県本庄市出身。本庄東高等学校、駒澤大学経済学部卒業。大学時代は落語研究会に所属し「努三亭ぎざ獣」という名で活動。関東落研連合の10代目総長を務めた。落研の先輩に柳家あお馬などがいる。
2015年3月、瀧川鯉朝に入門。同年8月に楽屋入り。前座名「あまぐ鯉」。初高座は浅草演芸ホールにて「薬缶（やかん）」。
2019年(令和元年)9月、二ツ目昇進「春風亭 昇輔」に改名。
- 同じ落語芸術協会所属の柳家蝠よし、三遊亭遊子と、大阪限定の東京落語家ユニット「一揆」を結成。
- 三遊亭吉馬、三遊亭遊七とともにユニット「撃鱗」を結成。
- 2020年5月より、講談師・神田桜子と同人ラジオ「桜前線上昇中」を配信開始[4]。
- 2024年3月、第23回さがみはら若手落語家選手権準優勝

## 人物
- 趣味は、洋画鑑賞、ヘヴィメタル、サッカー[2]。
- 特に月 - 金曜日の13:40 - 15:40にテレビ東京で放送される「午後のロードショー」が大好き。
- 寄席では主に自作の新作落語を演じている。

- 2015年
  - 3月∶瀧川鯉朝に入門。
  - 8月∶前座となる、前座名「あまぐ鯉」。
- 2019年9月∶二ツ目昇進、「春風亭昇輔」と改名。